# ウィリアム・ジョン・ベネット
ウィリアム・ジョン・ベネット（英語：William John Bennett、1943年7月3日 - ）は、アメリカ合衆国の政治家、哲学者。ロナルド・レーガン政権で第3代教育長官、ジョージ・H・W・ブッシュ政権で国家薬物取締政策局局長を務めた。

## 来歴
1943年7月3日にニューヨーク州ニューヨークのブルックリン区に誕生する。間も無くワシントンD.C.に移り、ゴンザーガカレッジ高校で学んだ。1965年にウィリアムズ大学を卒業し、哲学の学士号を取得した。1970年にはテキサス大学オースティン校を卒業し、哲学の博士号を取得した。1971年にハーバード・ロー・スクールを卒業し、法務博士号を取得した。
1976年から1981年にかけて、ノースカロライナ州にある私立の研究施設である全米人文科学センターで常任理事を務めた。1981年にロナルド・レーガン大統領により全米人文科学基金理事長に任命され、1985年には教育長官に任命された。1986年に所属政党を民主党から共和党へ鞍替えした。1988年に教育長官を辞任した。1989年にジョージ・H・W・ブッシュ大統領により国家薬物取締政策局長官に任命された。連邦上院はこの任命を97対2で承認した。
安全保障政策センター国家安全諮問委員会の委員を務めた他、ワシントンD.C.のシンクタンクであるエンパワー・アメリカで共同経営者となり、ヘリテージ財団で文化政策研究の上級研究員にもなった。ベネットは共和党で長期間に渡って政策研究を行い、書籍出版や演説などを行った。2004年4月からはテキサス州ダラスを基盤とするラジオ局セイラム・コミュニケーションズで平日ラジオ番組モーニング・イン・アメリカの司会者を務めた。加えて、クレアモント研究所の研究員としても勤務した。クレアモント研究所での主たる業績に、対テロリズム勝利プロジェクトの議長職がある。また、ニュース専門放送局CNNで政治解説員としても働いた。

## 家族
1982年5月29日にメアリー・エレイン・グロヴァーと結婚し、子供を2人もうけた。妻のエレインはベストフレンズ財団の創設者であり、青少年に対して節制を与えるプロジェクトの全国展開を行った。ベネットの兄には、ワシントンD.C.の弁護士ロバート・S・ベネットがいた。

## 政治理念
教育政策において保守的な立場であった。特に積極的差別是正措置・教育バウチャー・教育カリキュラム改革・宗教教育ではその傾向が顕著に見られた。ベネットは教育長官時代に薬物の取り締まりを積極的に行うよう大学に要求した。また西洋文化に基づく古典教育を支援し、他文化的なカリキュラムを冷遇した。ベネットは教育水準の低い学校を冷たく扱う傾向が強く、1998年にはシカゴの公立学校システムを「国内最悪」と指摘した。
ベネットは教育改革を提言したが、既存の教育機関はベネットに反発した。ベネットは既存の教育機関について「傲慢な教育官僚の賜物」と揶揄した。ベネットは以下の観点についての改革案を提示した。
- 教員資格試験
- 教職課程を履修していない有識者に対する教員資格の解放
- 能力給制度
- 教育に責任を持つ教育者の維持
- 教育水準を計測する全国試験
- 親権者による学校選択

ベネットは麻薬撲滅キャンペーンを強く支持したが、その方法はしばしば批判を受けた。ベネットはテレビ番組において、麻薬の売人は断頭されるべきという視聴者の提案に、「道義的に妥当だ」と述べた。
ベネットは同性結婚に反対の立場であった。
1995年にベネットはデロリス・タッカーと提携して、ギャングスター・ラップの規制を訴える広告を作成した。ギャングスター・ラップは麻薬・犯罪行為・男尊女卑・猥褻行為などを生々しく表現する過激な歌詞を持つものが多かった。ベネットはギャングスター・ラップを商品として扱っていたタイム・ワーナー社などのメディア企業に対して、自主規制を求めた。
またベネットはアメリカ新世紀プロジェクトの会員でもあった。ベネットはイラクからサッダーム・フセイン大統領の影響力を取り除くよう主張し、1998年にアメリカ新世紀プロジェクトがビル・クリントン大統領に宛てた要望書簡に署名を行った。ベネットは、イスラエルを支援する道義的義務がアメリカにあると述べ、「パレスチナ人はヨルダン人である」との立場をとっていた。

## 書籍
ベネットの主たる著書として、『The Book of Virtues: A Treasury of Great Moral Stories（魔法の糸――こころが豊かになる世界の寓話・説話・逸話100選）』（実務教育出版）が挙げられる。その内容は、10の徳目を章立ててまとめたものであり、各徳目について解説と関連する小話が掲載された。これ以外にも『The Children's Book of Virtues（子供たちのための道徳読本）』（1995年）や『The Death of Outrage: Bill Clinton and the Assault on American Ideals（憤怒の死：ビル・クリントンとアメリカの理想への攻撃）』（1998年）など、十数冊の書籍を執筆・編集した。
その他の書籍として、次のものがある。
- The De-Valuing of America: The Fight for Our Culture and Our Children（1992年）
- Moral Compass: Stories for a Life's Journey（1995年）
- Body Count: Moral Poverty...and How to Win America's War Against Crime and Drugs（1996年）
- Our Sacred Honor（1997年）
- The Educated Child: A Parent's Guide from Preschool through Eighth Grade（1999年）
- The Broken Hearth: Reversing the Moral Collapse of the American Family（2001年）
- Why We Fight: Moral Clarity and the War on Terrorism（2003年）
- America: The Last Best Hope (Volume I): From the Age of Discovery to a World at War（2006年）
- America: The Last Best Hope (Volume II): From a World at War to the Triumph of Freedom（2007年）